# Michael J. McGlynn
Michael J. McGlynn é o prefeito de Medford, cidade do estado de Massachusetts. Foi prefeito desde 1988.Ele também vem servido a partir de 1977 e até 1988 como um membro da Câmara de Representantes de Massachusetts representando o trigésimo sétimo (37º) distrito do Condado de Middlesex (Medford/Malden).